# System zielonych certyfikatów
System zielonych certyfikatów (ang. Tradable Green Certificates system – TGCs, Tradable Renewable Energy Certificates – TREC) – ilościowy mechanizm wsparcia produkcji energii elektrycznej z odnawialnych źródeł. W Polsce funkcjonuje on od 1 października 2005 r. w oparciu o znowelizowaną ustawę z dnia 10 kwietnia 1997 r. Prawo energetyczne (Dz.U. z 2022 r. poz. 1385).
Zielone certyfikaty są prawami majątkowymi powstającymi w wyniku konwersji wydawanych przez Prezesa URE świadectw pochodzenia energii z odnawialnych źródeł, czyli źródeł wykorzystujących w procesie przetwarzania energię:
- wiatru,
- promieniowania słonecznego,
- geotermalną,
- fal, prądów i pływów morskich oraz spadku rzek,
- pozyskiwaną z biomasy[3].

Do konwersji dochodzi w momencie wydania świadectw pochodzenia podmiotowi wytwarzającemu energię elektryczną w odnawialnym źródle energii, każdorazowo po zarejestrowaniu ich w systemie ewidencyjnym Rejestru Świadectw Pochodzenia. Liczba wygenerowanych zielonych certyfikatów odpowiada ilości energii wykazanej w danym świadectwie, przy czym jedno prawo majątkowe odpowiada 1 kWh energii elektrycznej (taki jest nominał zielonego certyfikatu). Są one instrumentami bezterminowymi i podlegają umorzeniu przez Prezesa URE na życzenie posiadacza.

## Obrót certyfikatami
Zielone certyfikaty są zbywalne i mogą stanowić przedmiot obrotu na odrębnym rynku. W Polsce odbywa się on na Towarowej Giełdzie Energii na specjalnie do tego zorganizowanym Rynku Praw Majątkowych. Można w nim uczestniczyć w dwojaki sposób – bezpośrednio lub za pośrednictwem domów maklerskich, będących członkami TGE i dopuszczonych do działania na Rynku Praw Majątkowych.
Obrót certyfikatami wynika z nałożonego przez Prawo energetyczne na operatorów systemu przesyłowego (OSP) i dystrybucyjnego (OSD) obowiązku zakupu energii ze źródeł odnawialnych oraz nałożonego na przedsiębiorstwa energetyczne zajmujące się wytwarzaniem lub sprzedażą energii elektrycznej odbiorcom końcowym obowiązku uzyskania i przedstawienia do umorzenia określonej ilości zielonych certyfikatów (Mechanizm wymagalnego portfela energii ze źródeł odnawialnych – ang. Renewable Portfolio Standard – RPS).
Umorzenia certyfikatów dokonuje w drodze decyzji administracyjnej Prezes URE po otrzymaniu od ich posiadacza odpowiedniego wniosku wraz z załączonym dokumentem od TGE stwierdzającym prawa majątkowe wynikające ze świadectw pochodzenia (wydawanym po zablokowaniu na koncie ewidencyjnym Rejestru Świadectw Pochodzenia praw majątkowych na wniosek członka).

## Opłata zastępcza
Zamiast wywiązywać się z powyższego obowiązku przedsiębiorstwo energetyczne może uiścić opłatę zastępczą w wysokości 240 zł za każdą MWh różnicy między ilością energii, wynikającą z obowiązku przedstawienia do umorzenia świadectw pochodzenia energii z odnawialnych źródeł a ilością energii, wynikającą ze świadectw pochodzenia, które obowiązany podmiot przedstawił. Opłatę zastępczą przedsiębiorstwo wnosi na rachunek Narodowego Funduszu Ochrony Środowiska i Gospodarki Wodnej, przy czym powinno to zrobić do 31 marca każdego roku za poprzedni rok kalendarzowy.
Jeśli przedsiębiorstwo energetyczne nie wywiąże się z powyższego obowiązku, Prezes URE może na nie nałożyć karę pieniężną w wysokości do 15% przychodu ukaranego przedsiębiorcy, osiągniętego w poprzednim roku podatkowym.

## Okres wsparcia
Wsparcie dla nowych instalacji zakończyło się 1 lipca 2016. Mechanizm dla istniejących instalacji będzie działa przez 15 lat od momentu uruchomienia instalacji ( dla najpóźniej uruchomionych) do około 2031 roku.